# István Fejes
István (tudi nemško: Stefan) Fejes, avstro-ogrski podčastnik, vojaški pilot in letalski as, * 30. avgust 1891, Raab, Madžarska, † 1. maj 1951.
Feldwebel Fejes je v svoji vojaški službi dosegel 16 zračnih zmag.

## Življenjepis
Med prvo svetovno vojno je bil pripadnik Flik 19 in Flik 51J.